# John Cornforth
Sir John Warcup Cornforth Jr. (Sydney, 1917. szeptember 7. – Sussex, 2013. december 8.) ausztrál–brit kémikus. 1975-ben kémiai Nobel-díjjal tüntették ki, Vladimir Preloggal megosztva, „az enzim-katalizált reakciók sztereokémiájának kutatásáért”.

## Életrajz
1917. szeptember 7-én született Sydneyben. Édesapja angol származású volt, Oxfordban végzett. Édesanyja Hilda Eipper néven született, egy német lelkész leszármazottjaként, aki 1832-ben telepedett le Új-Dél-Walesben. Szülei négy gyermeke közül másodiknak született.
Gyermekkora egy részét Sydneyben, másik részét pedig Új-Dél-Walesben, Armidaleben töltötte. Körülbelül 10 éves korában jelentkeztek nála  a siketség első jelei otoszklerózis miatt. A hallás teljes elvesztése több mint egy évtizedig tartó folyamat volt számára. A hallás elvesztése eléggé fokozatosan ment végbe neki ahhoz, hogy a Sydney Boys' High Schoolba járhasson, és profitálhasson az ottani tanításból. Leonard Basser nevű tanára befolyásának hatására a kémia felé vette az irányt, és ez olyan pályát kínált számára, ahol a siketség nem jelenthet leküzdhetetlen hátrányt.
1934-ben, 16 évesen került a Sydney-i Egyetemre. 1937-ben első osztályú kitüntetéssel és egyetemi éremmel diplomázott. Egy év posztgraduális kutatás után elnyert egy kiállítási ösztöndíjat, hogy Oxfordban dolgozhasson Robert Robinsonnal.

## Emlékezete
2017. szeptember 7-én a Google egy Google doodle-lal ünnepelte John Cornforth 100. születésnapját.